# Taylor-Burton
Le Taylor-Burton est un diamant rendu célèbre lors de son achat par l'acteur Richard Burton pour son épouse Elizabeth Taylor en 1969, le faisant connaître dans le monde entier pour sa taille et sa valeur.
Le diamant brut, pesant 241 carats (48 g), est trouvé en 1966 dans la Mine Premier, en Afrique du Sud. Il est taillé en forme de poire par Harry Winston, ramenant son poids à 69,42 carats (13,88 g),.
Le diamant est d'abord la propriété de Harriet Annenberg Ames puis est acheté aux enchères par Robert Kenmore, président de la société possédant alors le joaillier Cartier, pour un montant record de 1 050 000 $. Il est considéré comme le premier diamant au monde dépassant le million de dollars - Bien que d'autres pierres ont probablement, et discrètement, déjà changé de mains avec un montant à sept chiffres ou plus, ce fut le premier à le faire lors d'une vente aux enchères publiques. La société Cartier monte le diamant dans un collier de diamants.
Richard Burton achète le diamant pour sa femme, Elizabeth Taylor, qui le porte publiquement pour la première fois lors de la fête du 40e anniversaire de la Princesse Grace de Monaco,. Après leur divorce, en 1978, Elizabeth Taylor vend le diamant aux enchères pour 5 000 000 $ et utilise l'argent pour faire construire un hôpital au Botswana,. Il est acheté par Henri Lambert, un bijoutier New-yorkais.
Son propriétaire actuel est Robert Mouawad, qui l'a fait retailler à 68,0 carats (13,6 g).